# -엔
-엔(영어: -ene)은 유기화학에서 사용되는 접미사로 –C=C– 그룹이 유기화학의 명명법에 따라 가장 높은 우선 순위를 갖는 유기 화합물의 이름을 형성하는 데 사용된다. 때때로 하이픈 사이에 숫자가 그 앞에 삽입되어 이중 결합이 해당 원자와 다음 숫자의 원자 사이에 있음을 나타낸다. 이 접미사는 가장 단순한 알켄인 에틸렌(ethylene)이란 단어의 끝부분에서 따온 것이다. 마지막 "-e"는 모음으로 시작하는 접미사 앞에서 삭제된다. 예를 들어 "-enal"은 –C=C– 결합과 카보닐기(알데하이드)를 모두 포함하고 있는 화합물을 지칭한다. 다른 접미사가 자음이나 "y"로 시작하는 경우에 마지막 "-e"는 그대로 유지된다. 예를 들어 "-enediyne"은 1개의 이중 결합과 2개의 삼중 결합이 있는 화합물의 경우를 지칭하며, "-ene" 접미사와 "-yne" 접미사를 함께 조어한 것이다.
"-ene" 앞의 그리스어 숫자 접두사는 화합물에 얼마나 많은 이중 결합이 있는지(예: 뷰타다이엔)를 나타낸다.
접미사 "-ene"은 그래핀(graphene), 실리센(silicene), 스타넨(stanene), 보로핀(borophene), 젠조펜(xenzophene), 제르마넨(germanene)에서와 같이 1원자 두께의 2차원 층을 나타내기 위해 무기화학에서도 사용된다.

## 같이 보기
- 유기화학의 IUPAC 명명법
- -에인
- -인
- -아인